# Erignatha sagittoides
Erignatha sagittoides is een raderdiertjessoort uit de familie Dicranophoridae. De wetenschappelijke naam van deze soort is voor het eerst geldig gepubliceerd in 1935 door Wiszniewski.